# Tupirama
Tupirama is een gemeente in de Braziliaanse deelstaat Tocantins. De gemeente telt 1.474 inwoners (schatting 2009).